# Drapeau du Michigan
 (septembre 2024).
Le drapeau du Michigan (en anglais : Flag of Michigan) est le drapeau officiel de l'État américain du Michigan. Il représente les armoiries de l'État sur fond bleu foncé, comme le prévoit la loi du Michigan. Le drapeau du gouverneur est une variante de celui de l'État avec un fond blanc à la place du bleu foncé.

## Conception
Les armoiries de l'État représentent un écu de couleur bleu clair sur lequel on voit le soleil en train de se lever au-dessus d'un lac et d'une péninsule, l'homme qui lève la main et qui tient dans l'autre un fusil représente la paix et la capacité à défendre ses droits. Le wapiti et l'élan représentent les grands animaux du Michigan, tandis que le pygargue à tête blanche représente les États-Unis d'Amérique.
La conception fait figurer trois devises en latin de haut en bas :
- Sur un ruban rouge : E Pluribus Unum (du latin : « De plusieurs, un »), devise des États-Unis ;
- Sur le bouclier bleu clair en blanc : Tuebor (du latin : « Je défendrai ») ;
- Sur le ruban blanc : Si Quaeris Peninsulam Amoenam Circumspice (du latin : « Si tu cherches une péninsule plaisante, regarde autour de toi »), la devise officielle de l'État.

## Histoire

Drapeau du gouverneur.

Le drapeau présent est adopté en 1911. Il s'agit du troisième drapeau d'État. Le premier drapeau représentait sur un côté le portrait du premier gouverneur du Michigan, Stevens Thomson Mason, ainsi que les armoiries du Michigan, tandis que l'autre côté comptait « un soldat et une dame ».
Le deuxième drapeau, adopté en 1895, représentait les armoiries du Michigan d'un côté et celles des États-Unis de l'autre.

## Serment d'allégeance
Le serment d'allégeance du Michigan pour le drapeau d'État a été rédigé par Harold G. Coburn et officiellement adopté par l'amendement 165 de 1972.
« Je promets fidélité au drapeau de Michigan et à l'État pour lequel il est, deux belles péninsules unies par un pont d'acier, où la condition d'égalité et de la justice pour tous sont notre idéal. »